# Grandela (Castropol)
Grandela (oficialmente, en eonaviego, A Grandela) es una casería de la parroquia de Balmonte, concejo de Castropol, en la comarca del Eo-Navia, Principado de Asturias, España.